# Salix aeruginosa
Salix aeruginosa — вид квіткових рослин із родини вербових (Salicaceae).

## Морфологічна характеристика
Це високе дерево заввишки від 6 до 18 метрів.

## Середовище проживання
Мексика (Халіско, Мічоакан, Керетаро). Зростає на висоті від 1900 до 2500 метрів у лісі Pinus-Quercus, пов’язаному з річками та вологими балками.

## Загрози
Ареал піддається скороченню через зміну землекористування. Штат Мічоакан відомий величезним розширенням вирощування авокадо. Приблизно 20 000 гектарів лісу в Мічоакані щороку перетворюються на сільськогосподарське використання. На таксон впливає гірничодобувна діяльність у регіоні Амеалко, Керетаро.